# Schwerte
Schwerte – niemieckie miasto położone w kraju związkowym Nadrenia Północna-Westfalia, w rejencji Arnsberg, w powiecie Unna, leżące na historycznej trasie z Kolonii do Dortmundu, w Zagłębiu Ruhry. Schwerte otrzymało prawa miejskie w 1397 r.
W mieście znajduje się stacja kolejowa Schwerte.
W mieście rozwinął się przemysł metalurgiczny oraz materiałów budowlanych.

## Współpraca
Miejscowości partnerskie:
- Allouagne, Francja
- Béthune, Francja
- Bruay-la-Buissière, Francja
- Cava de’ Tirreni, Włochy
- Hastings, Wielka Brytania
- Leppävirta, Finlandia
- Milton Keynes, Wielka Brytania
- Piatigorsk, Rosja
- Violaines, Francja